# Raceway Venray
O Raceway Venray (antigamente chamado de Circuit de Peel) é um autódromo localizado em Venray, nos Países Baixos, é no formato oval.
O local começou a abrigar corridas de motocross em 1961, em 1984 hospedou corridas do Campeonato Mundial de Motocross até o ano de 1989, em 1990 foi construído um oval no lugar com 470 metros de comprimento, recebendo corridas de categoria superstox, em 2001 passou a areceber a BriSCA Formula 1 Stock Cars, em 2009 passou por uma nova reforma onde ganhou o atual traçado de meia milha, a partir de 2015 passou a receber a NASCAR Euro Series.